# Велька-над-Іплом
Велька-над-Іплом (словац. Veľká nad Ipľom) — село, громада округу Лученець, Банськобистрицький край, центральна Словаччина, регіон Новоград. Кадастрова площа громади — 24,42 км². Протікає потік Машкова.
Населення 923 особи (станом на 31 грудня 2017 року).

## Історія
Велька-над-Іплом згадується в 1238 році.

## Населення
| Рік:            | 1994. | 2004.   | 2014.   | 2024.   |
| --------------- | ----- | ------- | ------- | ------- |
| Кількість осіб: | 882   | 943     | 940     | 954     |
| Різниця:        |       | +6,91 % | -0,31 % | +1,48 % |

| Рік:            | 2023. | 2024.   |
| --------------- | ----- | ------- |
| Кількість осіб: | 949   | 954     |
| Різниця:        |       | +0,52 % |